# 2002年8月逝世人物列表
2002年逝世人物列表：1月 - 2月 - 3月 - 4月 - 5月 - 6月 - 7月 - 8月 - 9月 - 10月 - 11月 - 12月
下面是2002年8月逝世的知名人士列表：
8月5日
喬許·萊恩·埃文斯
8月31日
- 喬治·波特，英國化學家。
- 谢尔顿·H·哈里斯

8月14日
- 張允和，昆曲研究家。

8月9日
- 陳度，越南軍人。
- 陶百川

8月8日
- 陳俊生，前國務委員，中國人民政治協商會議第九屆全國委員會副主席。

8月6日
- 艾兹格·迪科斯彻，荷兰计算机科学家。
- 陳春木，93歲，有「化石爺爺」之稱。